# セサミチキン
セサミチキン（英語: Sesame chicken、Chinese sesame seed chickenと表記されることもある、中国語: 芝麻雞-チーマージー）は、主に英語圏の中華料理店で一般的に提供されている、鶏肉とゴマ（中国語では芝麻と表記）を使ったアメリカ風中華料理である。セサミチキンは左宗棠鶏に似ているものの、セサミチキンにはスパイシーな味付けではなく甘みのある味付けをする。

## 調理法
骨なしの鶏肉（通常は鶏もも肉を使用）に衣をつけて揚げ、コーンスターチ、ヴィネガー、ワインもしくは紹興酒、鶏ガラスープ、砂糖から作る赤茶色のとろりとした甘いソースをかける。砂糖を加えることで、セサミチキンの甘みのある味が引き出される。ソースを掛けた後、最後に上からゴマを散らす。ゴマは煎った物を使うことも、煎らずに使うこともある。この工程で完成とすることが多いが、ブロッコリーやベビーコーンのような野菜を添えることもある。

### バリエーション
セサミチキンの派生料理としてセサミシュリンプ（Sesame Shrimp）がある。セサミシュリンプはセサミチキンに用いる鶏肉の代わりにエビを使用した料理であり、調理法はほぼ同じであるが、火を通す温度と時間が鶏肉を用いる場合とは異なる。また、ゴマの代わりにアーモンドを用いた料理も存在し、これはアーモンドシュリンプと呼ばれる。